# Varpfläta

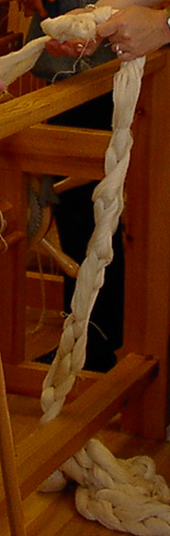
Varpflätan inför pådragningen.

Varpflätan är ingen egentlig fläta i vanlig mening där tre eller fler tampar korsar varandra i ett givet mönster. Varpflätan är den varp som tagits ner från varpställningen genom att man lossar på varpen från den övre varppinnen och där skapar en ögla som man trär handen genom och hämtar upp en ny ögla från resten av varpen och så vidare. (Förfarandet kallas att påta.)
Dessförinnan är det brukligt att knyta omtag om varpen mitt emellan ställningens alla hörn, men i synnerhet över och under skälet, och både framför och bakom skälpinnarna i ställningens nedre del.

## Bygdemål
Dialektala namn på varpfläta är: 
- Fjäte i Västergötland
- Fäte i Värmland och Dalsland
- Fättja i Närke
- Svep i Västergötland
- Värpelänk i Skåne